# ISO 3166-2:RO
ISO 3166-2:RO è uno standard ISO che definisce i codici geografici della Romania ed è un sottogruppo del codice ISO 3166-2.
Tali codici sono stati assegnati ai 41 distretti e alla capitale Bucarest e sono formati dalla sigla RO-, seguita da due lettere (una nel caso di Bucarest).

## Lista dei codici

### Distretti
| Codice | Distretto       |
| ------ | --------------- |
| RO-AB  | Alba            |
| RO-AR  | Arad            |
| RO-AG  | Argeș           |
| RO-BC  | Bacău           |
| RO-BH  | Bihor           |
| RO-BN  | Bistrița-Năsăud |
| RO-BT  | Botoșani        |
| RO-BR  | Brăila          |
| RO-BV  | Brașov          |
| RO-BZ  | Buzău           |
| RO-CS  | Caraș-Severin   |
| RO-CL  | Călărași        |
| RO-CJ  | Cluj            |
| RO-CT  | Costanza        |
| RO-CV  | Covasna         |
| RO-DB  | Dâmbovița       |
| RO-DJ  | Dolj            |
| RO-GL  | Galați          |
| RO-GR  | Giurgiu         |
| RO-GJ  | Gorj            |
| RO-HR  | Harghita        |
| RO-HD  | Hunedoara       |
| RO-IL  | Ialomița        |
| RO-IS  | Iași            |
| RO-IF  | Ilfov           |
| RO-MM  | Maramureș       |
| RO-MH  | Mehedinți       |
| RO-MS  | Mureș           |
| RO-NT  | Neamț           |
| RO-OT  | Olt             |
| RO-PH  | Prahova         |
| RO-SJ  | Sălaj           |
| RO-SM  | Satu Mare       |
| RO-SB  | Sibiu           |
| RO-SV  | Suceava         |
| RO-TR  | Teleorman       |
| RO-TM  | Timiș           |
| RO-TL  | Tulcea          |
| RO-VL  | Vâlcea          |
| RO-VS  | Vaslui          |
| RO-VN  | Vrancea         |

### Capitale
| Codice | Comune   |
| ------ | -------- |
| RO-B   | Bucarest |